# Anubis cyaneus
Anubis cyaneus là một loài bọ cánh cứng trong họ Cerambycidae.